# ミラン・シュテファーニク

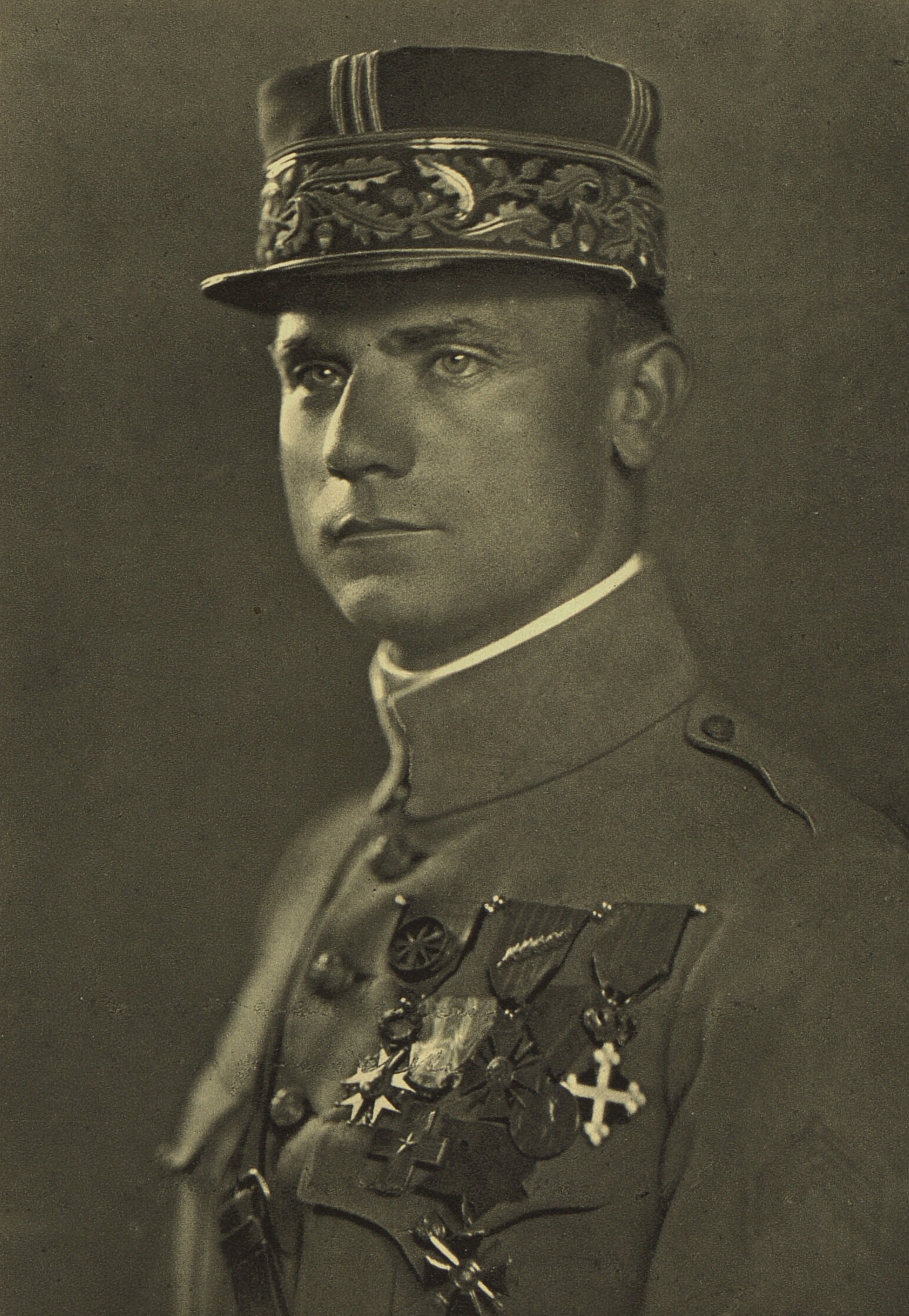
ミラン・シュテファーニク

ミラン・ラスティスラフ・シュテファーニク（Milan Rastislav Štefánik、1880年7月21日-1919年5月4日）は、スロバキアの軍人、政治家、天文学者。第一次世界大戦中にトマーシュ・マサリクやエドヴァルド・ベネシュとともにチェコスロバキアの独立運動を率いた中心的人物。

## 経歴
オーストリア・ハンガリー帝国領内（現在のスロバキア北西部）のコシャリスカーで生まれる。1900年に入学したカレル大学では、哲学の講義でトマーシュ・マサリクと知遇を得て、チェコ人とスロバキア人が協力する重要性を強く認識するようになった。カレル大学では、哲学のほか、物理学や天文学について知識を深めた。1904年にパリに移り、ピエール・ジャンサンに才能を見出され、パリ天文台に職を得る。主に太陽（とくにコロナ）の観測・研究に従事した。1907年ジュール・ジャンサン賞受賞。1912年フランス市民権を取得。
第一次世界大戦が始まると、フランス軍のパイロットとして参加するとともに、パリを拠点にマサリクやベネシュとともにチェコスロバキア国民委員会を設立して、独立に向けた外交活動を展開した。またチェコスロバキア軍団を組織し、その指導に当たった。このような外交努力によって、協商国側からチェコスロバキアの独立に対する支持を取り付けることに成功した。
1919年、全ての交渉を終え、イタリアから祖国へと凱旋する飛行機に乗り込んだが、その飛行機が墜落事故を起こし死亡した。新たに建国されたチェコスロバキアではすでに陸相に内定していたさなかの死であった。

## 死後
チェコスロバキア独立のスロバキア人を代表する人物で、悲劇的な死を遂げたシュテファーニクは、死後に英雄として様々な形で顕彰されている。
- 1993年に独立したスロバキアにおいてシュテファーニクの命日である5月4日は記念日となっている（シュテファーニク追悼記念日）。
- 首都ブラチスラバにあるブラチスラヴァ空港には「ミラン・ラスチスラウ・シュテファーニク空港」という名が付けられた。
- 1994年から2009年のユーロ導入までスロバキアで流通していた5000コルナ紙幣に肖像が使用されていた。
- 2019年には没100年を記念する2ユーロ記念硬貨が作られている[2]。
- 2019年5月1日にスロバキアの新聞社SMEが国民からの投票によって選出した「偉大なスロバキア人100人」において1位となった。[3]。